# Bertrand (bedrijf)
Bertrand is een Belgisch historisch merk van inbouwmotoren voor motorfietsen.
Volgens "Paul Kelecom: Monographie des Industries du Bassin de Liège, Industrie du Cycle et de l'Automobile, Paul Kelecom, Liège 1905" produceerde dit bedrijf van Olivier Bertrand in 1905 inbouwmotoren in Herstal, maar er is verder niets over bekend.